# Chartergellus afoveatus
Chartergellus afoveatus är en getingart som beskrevs av Cooper 1993. Chartergellus afoveatus ingår i släktet Chartergellus och familjen getingar. Inga underarter finns listade i Catalogue of Life.